# Copa del Rey 2019/20
Die Copa del Rey 2019/20 war die 116. Austragung des spanischen Fußballpokals.
Der Wettbewerb startete am 13. November 2019 und sollte mit dem Finale am 18. April 2020 enden. Im Zuge der COVID-19-Pandemie in Spanien wurde jedoch entschieden, das Endspiel zu verschieben, in der Hoffnung, es könnte zu einem späteren Zeitpunkt vor Zuschauern ausgetragen werden. Letzten Endes fand das Finale jedoch am 3. April 2021 vor leeren Rängen statt. Real Sociedad besiegte Athletic Bilbao im baskischen Derby mit 1:0 und feierte nach 34 Jahren wieder einen Titelgewinn. 
Das Format des Pokals wurde in der Saison 2019/20 dahingehend verändert, dass in der Runde der letzten 32 sowie im Achtel- und Viertelfinale in nur einer Begegnung der Sieger ermittelt wurde. Zuvor war in diesen Runden stets ein Hin- und Rückspiel ausgetragen worden.

## Teilnehmende Mannschaften
| Primera División 20 Vereine der Saison 2018/19 | Segunda División 21 Vereine der Saison 2018/19 1 | Segunda División B 28 Vereine, die in der Saison 2018/19 in den vier Gruppen unter den ersten sieben platziert waren 2 | Tercera División die 18 Meister der Tercera División 2018/19 und die 14 besten Vizemeister 3 | Divisiones Regionales 20 Meister der Divisiones Regionales 2018/19 und die vier Halbfinalisten der Copa Federación 3 |
| FC Barcelona Atlético Madrid Real Madrid FC Valencia FC Getafe FC Sevilla Espanyol Barcelona Athletic Bilbao Real Sociedad Betis Sevilla Deportivo Alavés SD Eibar CD Leganés FC Villarreal UD Levante Real Valladolid Celta Vigo FC Girona SD Huesca Rayo Vallecano | CA Osasuna FC Granada FC Málaga Albacete Balompié RCD Mallorca Deportivo La Coruña FC Cádiz Real Oviedo Sporting Gijón UD Almería FC Elche UD Las Palmas Extremadura UD AD Alcorcón Real Saragossa CD Teneriffa CD Numancia CD Lugo Rayo Majadahonda Gimnàstic de Tarragona FC Córdoba | - Gruppe 1 CF Fuenlabrada SD Ponferradina Cultural Leonesa Pontevedra CF CD Guijuelo UD San Sebastián de los Reyes † Unionistas de Salamanca CF † - Gruppe 2 Racing Santander UD Logroñés CD Mirandés FC Barakaldo SD Leioa SD Amorebieta † UP Langreo † - Gruppe 3 Atlético Baleares Hércules Alicante UE Cornellà Club Lleida Esportiu FC Badalona CD Ebro † UE Olot † - Gruppe 4 Recreativo Huelva FC Cartagena UD Melilla CD Badajoz UCAM Murcia CF UD Ibiza Marbella FC | - Gruppe 1 Racing de Ferrol Bergantiños FC - Gruppe 2 CD Lealtad Club Marino de Luanco - Gruppe 3 UM Escobedo CD Laredo - Gruppe 4 Club Portugalete Sestao River Club - Gruppe 5 UE Llagostera CE l’Hospitalet - Gruppe 6 Orihuela CF CF La Nucía - Gruppe 7 Las Rozas CF - Gruppe 8 Zamora CF Gimnástica Segoviana † - Gruppe 9 Real Jaén Linares Deportivo - Gruppe 10 AD Ceuta † - Gruppe 11 SCR Peña Deportiva - Gruppe 12 UD Tamaraceite CD Mensajero - Gruppe 13 Yeclano Deportivo CF Lorca Deportiva - Gruppe 14 AD Mérida CP Cacereño - Gruppe 15 Peña Sport FC † - Gruppe 16 Club Haro Deportivo SD Logroñés - Gruppe 17 SD Tarazona CF Illueca - Gruppe 18 UD Socuéllamos Villarrubia CF | - Copa Federación CD Castellón Coruxo FC CD Tudelano Real Murcia - Divisiones Regionales CA Antoniano FC Andorra CE Andratx Atlético Porcuna CD Barquereño CD Becerril Comillas CF UD Fraga UD Gran Tarajal CF Intercity CD El Álamo El Palmar CF AD Lobón CD Melilla CD Pedroñeras CD Peña Azagresa CD Pontellas CB Ramón y Cajal Tolosa CF Urraca CF |

## Vorrunde
Die Vorrunde fand zwischen dem 21. Juli und 28. August 2019 statt. Im Zusatz zu diesen Spiele gewann Tolosa CF ihren Platz für die Qualifikationsrunde durch einen Dreierwettbewerb gegen CD Ariznabarra und Urduliz FT. CF Intercity setzte sich im Play-off gegen Recambios Colón CD, UD Puzol und CD Dénia.
| Datum                   |                 | Gesamt                |             | Hinspiel | Rückspiel |
| ----------------------- | --------------- | --------------------- | ----------- | -------- | --------- |
| 21. und 27. Juli 2019   | CF Trujillo     | 1:3                   | AD Lobón    | 1:0      | 0:3       |
| 10. und 18. August 2019 | CD Pedroñeras   | 3:0                   | CD Illescas | 3:0      | 0:0       |
| 18. August 2019 1       | UD Gran Tarajal | 3:3 n. V. (4:3 i. E.) | CD Vera     | –        | –         |

## Qualifikationsrunde
Zur Qualifikationsrunde des Wettbewerbes waren 20 Mannschaften, die in der Saison 2018/19 in den Divisiones Regionales spielen, qualifiziert. Die Auslosung fand am 17. Oktober 2019 wie alle weiteren Auslosungen auch in der Ciudad del Fútbol in Las Rozas de Madrid statt. Es wurden zehn Paarungen ausgelost. Die Spiele wurden am 13. November 2019 ausgetragen.
| Datum                        |                  | Ergebnis              |                  |
| ---------------------------- | ---------------- | --------------------- | ---------------- |
| 13. November 2019, 19:00 WEZ | FC Andorra       | 3:0                   | CE Andratx       |
| 13. November 2019, 19:00 WEZ | CD Becerril      | 1:0                   | Urraca CF        |
| 13. November 2019, 19:00 WEZ | Tolosa CF        | 1:0                   | CD Pontellas     |
| 13. November 2019, 20:00 WEZ | Comillas CF      | 1:1 n. V. (3:2 i. E.) | CD Barquereño    |
| 13. November 2019, 20:30 WEZ | UD Fraga         | 0:1                   | CD Peña Azagresa |
| 13. November 2019, 20:30 WEZ | Melilla CD       | 1:0 n. V.             | AD Lobón         |
| 13. November 2019, 21:00 WEZ | CA Antoniano     | 2:0                   | Atlético Porcuna |
| 13. November 2019, 21:00 WEZ | CD El Álamo      | 2:1                   | CD Pedroñeras    |
| 13. November 2019, 21:00 WEZ | CF Intercity     | 3:0                   | UD Gran Tarajal  |
| 13. November 2019, 21:00 WEZ | CB Ramón y Cajal | 1:2                   | El Palmar CF     |

## Erste Hauptrunde
Zur ersten Hauptrunde des Wettbewerbes waren alle verbleibenden Mannschaften qualifiziert. Ausgenommen waren die vier Vereine, die an der Supercopa de España teilnahmen. Ein Freilos wurde auch vergeben. Die Auslosung fand am 17. November 2019 statt.  Die Spiele wurden zwischen dem 11. Dezember 2019 und 8. Januar 2020 ausgetragen.
| Datum                        |                                     | Ergebnis              |                             |
| ---------------------------- | ----------------------------------- | --------------------- | --------------------------- |
| 11. Dezember 2019, 19:00 WEZ | UD Logroñés (III)                   | 2:1                   | Club Marino de Luanco (III) |
| 17. Dezember 2019, 15:30 WEZ | CD Lealtad (IV)                     | 0:1                   | FC Cádiz (II)               |
| 17. Dezember 2019, 16:00 WEZ | Coruxo FC (III)                     | 4:5 n. V.             | CD Mirandés (II)            |
| 17. Dezember 2019, 19:00 WEZ | CE l’Hospitalet (IV)                | 2:3 n. V.             | FC Granada (I)              |
| 17. Dezember 2019, 19:00 WEZ | CF Illueca (IV)                     | 0:2                   | Deportivo La Coruña (II)    |
| 17. Dezember 2019, 19:00 WEZ | Real Jaén (IV)                      | 3:1                   | Deportivo Alavés (I)        |
| 17. Dezember 2019, 19:00 WEZ | SD Logroñés (IV)                    | 0:5                   | SD Eibar (I)                |
| 17. Dezember 2019, 19:30 WEZ | UP Langreo (III)                    | 2:3                   | CD Ebro (III)               |
| 17. Dezember 2019, 19:30 WEZ | Marbella FC (III)                   | 2:1                   | CD Guijuelo (III)           |
| 17. Dezember 2019, 20:00 WEZ | CP Cacereño (IV)                    | 1:0                   | AD Alcorcón (II)            |
| 17. Dezember 2019, 20:00 WEZ | CD Castellón (III)                  | 0:2                   | UD Las Palmas (II)          |
| 17. Dezember 2019, 20:00 WEZ | Peña Sport FC (IV)                  | 0:1 n. V.             | CF Fuenlabrada (II)         |
| 17. Dezember 2019, 20:00 WEZ | Club Portugalete (IV)               | 1:0                   | Extremadura UD (II)         |
| 17. Dezember 2019, 20:00 WEZ | UD Socuéllamos (IV)                 | 0:1                   | Real Saragossa (II)         |
| 17. Dezember 2019, 20:15 WEZ | SD Tarazona (IV)                    | 0:1 n. V.             | Rayo Vallecano (II)         |
| 17. Dezember 2019, 20:30 WEZ | UM Escobedo (IV)                    | 2:0                   | FC Málaga (II)              |
| 17. Dezember 2019, 20:30 WEZ | Gimnástica Segoviana (IV)           | 0:2                   | FC Elche (II)               |
| 17. Dezember 2019, 20:30 WEZ | Unionistas de Salamanca CF (III)    | 1:0                   | Atlético Baleares (III)     |
| 17. Dezember 2019, 20:30 WEZ | Zamora CF (IV)                      | 2:1                   | Sporting Gijón (II)         |
| 17. Dezember 2019, 20:45 WEZ | Hércules Alicante (III)             | 0:1                   | Recreativo Huelva (III)     |
| 17. Dezember 2019, 21:00 WEZ | FC Andorra (III)                    | 1:1 n. V. (5:6 i. E.) | CD Leganés (I)              |
| 17. Dezember 2019, 21:00 WEZ | FC Cartagena (III)                  | 4:1                   | SD Leioa (III)              |
| 17. Dezember 2019, 21:00 WEZ | AD Ceuta (IV)                       | 1:1 n. V. (3:2 i. E.) | CD Numancia (II)            |
| 17. Dezember 2019, 21:00 WEZ | CF Intercity (IV)                   | 0:3                   | Athletic Bilbao (I)         |
| 17. Dezember 2019, 21:00 WEZ | Real Murcia (III)                   | 1:0                   | Racing Santander (II)       |
| 17. Dezember 2019, 21:30 WEZ | CD Mensajero (IV)                   | 0:3                   | CD Teneriffa (II)           |
| 18. Dezember 2019, 17:30 WEZ | UD San Sebastián de los Reyes (III) | 2:0                   | FC Córdoba (III)            |
| 18. Dezember 2019, 18:00 WEZ | FC Badalona (III)                   | 3:1                   | Real Oviedo (II)            |
| 18. Dezember 2019, 18:00 WEZ | Bergantiños FC (IV)                 | 0:1                   | FC Sevilla (I)              |
| 18. Dezember 2019, 18:00 WEZ | Comillas CF (IV)                    | 0:5                   | FC Villarreal (I)           |
| 18. Dezember 2019, 18:00 WEZ | CD El Álamo (IV)                    | 0:1                   | RCD Mallorca (I)            |
| 18. Dezember 2019, 18:00 WEZ | UD Melilla (III)                    | 1:2                   | UCAM Murcia CF (III)        |
| 18. Dezember 2019, 18:00 WEZ | El Palmar CF (IV)                   | 1:2                   | FC Getafe (I)               |
| 18. Dezember 2019, 18:00 WEZ | Tolosa CF (IV)                      | 0:3                   | Real Valladolid (I)         |
| 18. Dezember 2019, 18:00 WEZ | CD Tudelano (III)                   | 0:1                   | Albacete Balompié (II)      |
| 18. Dezember 2019, 20:00 WEZ | Sestao River Club (IV)              | 1:1 n. V. (6:5 i. E.) | CD Lugo (II)                |
| 18. Dezember 2019, 20:15 WEZ | FC Barakaldo (III)                  | 0:0 n. V. (5:3 i. E.) | Villarrubia CF (III)        |
| 19. Dezember 2019, 19:00 WEZ | SD Amorebieta (III)                 | 0:1                   | CD Badajoz (III)            |
| 19. Dezember 2019, 19:00 WEZ | CA Antoniano (IV)                   | 0:4                   | Betis Sevilla (I)           |
| 19. Dezember 2019, 19:00 WEZ | Cultural Leonesa (III)              | 3:0                   | Las Rozas CF (III)          |
| 19. Dezember 2019, 19:00 WEZ | Club Lleida Esportiu (III)          | 0:2                   | Espanyol Barcelona (I)      |
| 19. Dezember 2019, 19:00 WEZ | Melilla CD (IV)                     | 0:5                   | UD Levante (I)              |
| 19. Dezember 2019, 19:00 WEZ | CD Peña Azagresa (IV)               | 0:2                   | Celta Vigo (I)              |
| 19. Dezember 2019, 19:00 WEZ | SCR Peña Deportiva (III)            | 0:1 n. V.             | SD Ponferradina (II)        |
| 19. Dezember 2019, 20:00 WEZ | UE Llagostera (III)                 | 0:1 n. V.             | Club Haro Deportivo (III)   |
| 19. Dezember 2019, 20:00 WEZ | Rayo Majadahonda (III)              | 1:0                   | Racing de Ferrol (III)      |
| 19. Dezember 2019, 20:30 WEZ | UE Cornellà (III)                   | 0:0 n. V. (4:5 i. E.) | Orihuela CF (III)           |
| 19. Dezember 2019, 20:30 WEZ | Gimnàstic de Tarragona (III)        | 3:1 n. V.             | UE Olot (III)               |
| 19. Dezember 2019, 20:30 WEZ | CD Laredo (IV)                      | 0:1                   | SD Huesca (II)              |
| 19. Dezember 2019, 20:30 WEZ | UD Tamaraceite (IV)                 | 3:2 n. V.             | UD Almería (II)             |
| 19. Dezember 2019, 21:00 WEZ | CD Becerril (IV)                    | 0:8                   | Real Sociedad (I)           |
| 19. Dezember 2019, 21:00 WEZ | Linares Deportivo (IV)              | 1:2                   | FC Girona (II)              |
| 19. Dezember 2019, 21:00 WEZ | CF Lorca Deportiva (IV)             | 0:3                   | CA Osasuna (I)              |
| 8. Januar 2020, 20:30 WEZ 1  | AD Mérida (III)                     | 2:2 n. V. (3:2 i. E.) | CF La Nucía (III)           |
| 8. Januar 2020, 20:30 WEZ 2  | Pontevedra CF (III)                 | 0:2                   | UD Ibiza (III)              |

Freilos: Yeclano Deportivo

## Zweite Hauptrunde
Die Auslosung fand am 23. Dezember 2019 statt. Die Spiele wurden am 11. und 12. Januar 2020 ausgetragen.
| Datum                      |                                     | Ergebnis              |                          |
| -------------------------- | ----------------------------------- | --------------------- | ------------------------ |
| 11. Januar 2020, 12:00 WEZ | Gimnàstic de Tarragona (III)        | 1:3                   | Real Saragossa (II)      |
| 11. Januar 2020, 12:00 WEZ | Club Haro Deportivo (III)           | 1:2                   | CA Osasuna (I)           |
| 11. Januar 2020, 12:00 WEZ | UCAM Murcia CF (III)                | 2:3 n. V.             | CD Mirandés (II)         |
| 11. Januar 2020, 12:00 WEZ | Zamora CF (IV)                      | 0:1                   | RCD Mallorca (I)         |
| 11. Januar 2020, 16:00 WEZ | CD Ebro (III)                       | 1:0 n. V.             | SD Ponferradina (II)     |
| 11. Januar 2020, 16:00 WEZ | Real Murcia (III)                   | 0:4                   | CD Leganés (I)           |
| 11. Januar 2020, 16:00 WEZ | Club Portugalete (IV)               | 0:3                   | Betis Sevilla (I)        |
| 11. Januar 2020, 17:00 WEZ | UD Ibiza (III)                      | 1:1 n. V. (5:3 i. E.) | Albacete Balompié (II)   |
| 11. Januar 2020, 17:00 WEZ | Rayo Majadahonda (III)              | 1:1 n. V. (2:4 i. E.) | CD Teneriffa (II)        |
| 11. Januar 2020, 17:30 WEZ | Yeclano Deportivo (III)             | 1:2                   | FC Elche (II)            |
| 11. Januar 2020, 18:00 WEZ | CD Badajoz (III)                    | 2:1                   | UD Las Palmas (II)       |
| 11. Januar 2020, 19:00 WEZ | FC Badalona (III)                   | 2:0                   | FC Getafe (I)            |
| 11. Januar 2020, 19:00 WEZ | FC Cartagena (III)                  | 2:4 n. V.             | FC Girona (II)           |
| 11. Januar 2020, 19:00 WEZ | Cultural Leonesa (III)              | 2:1                   | SD Huesca (II)           |
| 11. Januar 2020, 19:00 WEZ | Recreativo Huelva (III)             | 0:0 n. V. (5:4 i. E.) | CF Fuenlabrada (II)      |
| 11. Januar 2020, 19:00 WEZ | Sestao River Club (IV)              | 0:4                   | Athletic Bilbao (I)      |
| 11. Januar 2020, 20:00 WEZ | UD Logroñés (III)                   | 1:1 n. V. (4:2 i. E.) | FC Cádiz (II)            |
| 11. Januar 2020, 21:00 WEZ | Marbella FC (III)                   | 1:1 n. V. (1:4 i. E.) | Real Valladolid (I)      |
| 11. Januar 2020, 21:00 WEZ | Orihuela CF (III)                   | 1:2 n. V.             | FC Villarreal (I)        |
| 11. Januar 2020, 21:00 WEZ | UD Tamaraceite (IV)                 | 0:1                   | FC Granada (I)           |
| 12. Januar 2020, 12:00 WEZ | CP Cacereño (IV)                    | 1:2                   | SD Eibar (I)             |
| 12. Januar 2020, 12:00 WEZ | UM Escobedo (IV)                    | 0:5                   | FC Sevilla (I)           |
| 12. Januar 2020, 12:00 WEZ | UD San Sebastián de los Reyes (III) | 0:2                   | Espanyol Barcelona (I)   |
| 12. Januar 2020, 12:00 WEZ | Unionistas de Salamanca CF (III)    | 1:1 n. V. (8:7 i. E.) | Deportivo La Coruña (II) |
| 12. Januar 2020, 16:00 WEZ | AD Ceuta (IV)                       | 0:4                   | Real Sociedad (I)        |
| 12. Januar 2020, 16:00 WEZ | Real Jaén (IV)                      | 1:1 n. V. (4:5 i. E.) | UD Levante (I)           |
| 12. Januar 2020, 16:00 WEZ | AD Mérida (III)                     | 1:4                   | Celta Vigo (I)           |
| 12. Januar 2020, 17:00 WEZ | FC Barakaldo (III)                  | 0:2                   | Rayo Vallecano (II)      |

## Dritte Hauptrunde
Die Auslosung fand am 14. Januar 2020 statt. Die Spiele wurden zwischen dem 21. und 23. Januar 2020 ausgetragen.
| Datum                      |                                  | Ergebnis              |                        |
| -------------------------- | -------------------------------- | --------------------- | ---------------------- |
| 21. Januar 2020, 19:00 WEZ | Recreativo Huelva (III)          | 2:3 n. V.             | CA Osasuna (I)         |
| 21. Januar 2020, 19:00 WEZ | Real Saragossa (II)              | 3:1                   | RCD Mallorca (I)       |
| 21. Januar 2020, 21:00 WEZ | FC Sevilla (I)                   | 3:1                   | UD Levante (I)         |
| 22. Januar 2020, 19:00 WEZ | FC Elche (II)                    | 1:1 n. V. (4:5 i. E.) | Athletic Bilbao (I)    |
| 22. Januar 2020, 19:00 WEZ | UD Ibiza (III)                   | 1:2                   | FC Barcelona (I)       |
| 22. Januar 2020, 21:00 WEZ | FC Badalona (III)                | 1:3 n. V.             | FC Granada (I)         |
| 22. Januar 2020, 21:00 WEZ | FC Girona (II)                   | 0:3                   | FC Villarreal (I)      |
| 22. Januar 2020, 21:00 WEZ | UD Logroñés (III)                | 0:1                   | FC Valencia (I)        |
| 22. Januar 2020, 21:00 WEZ | Real Sociedad (I)                | 2:0                   | Espanyol Barcelona (I) |
| 22. Januar 2020, 21:00 WEZ | CD Teneriffa (II)                | 2:1                   | Real Valladolid (I)    |
| 22. Januar 2020, 21:00 WEZ | Unionistas de Salamanca CF (III) | 1:3                   | Real Madrid (I)        |
| 23. Januar 2020, 19:00 WEZ | CD Ebro (III)                    | 0:1                   | CD Leganés (I)         |
| 23. Januar 2020, 19:00 WEZ | CD Mirandés (II)                 | 2:1 n. V.             | Celta Vigo (I)         |
| 23. Januar 2020, 21:00 WEZ | CD Badajoz (III)                 | 3:1                   | SD Eibar (I)           |
| 23. Januar 2020, 21:00 WEZ | Cultural Leonesa (III)           | 2:1 n. V.             | Atlético Madrid (I)    |
| 23. Januar 2020, 21:00 WEZ | Rayo Vallecano (II)              | 2:2 n. V. (4:2 i. E.) | Betis Sevilla (I)      |

## Achtelfinale
Die Auslosung für die Spiele des Achtelfinales fand am 24. Januar 2020 statt. Die Spiele wurden zwischen dem 28. und 30. Januar 2020 ausgetragen.
| Datum                      |                        | Ergebnis              |                     |
| -------------------------- | ---------------------- | --------------------- | ------------------- |
| 28. Januar 2020, 21:00 WEZ | CD Teneriffa (II)      | 3:3 n. V. (2:4 i. E.) | Athletic Bilbao (I) |
| 29. Januar 2020, 19:00 WEZ | Cultural Leonesa (III) | 0:0 n. V. (2:4 i. E.) | FC Valencia (I)     |
| 29. Januar 2020, 19:00 WEZ | Rayo Vallecano (II)    | 0:2                   | FC Villarreal (I)   |
| 29. Januar 2020, 21:00 WEZ | CD Badajoz (III)       | 2:3 n. V.             | FC Granada (I)      |
| 29. Januar 2020, 21:00 WEZ | Real Saragossa (II)    | 0:4                   | Real Madrid (I)     |
| 29. Januar 2020, 21:00 WEZ | Real Sociedad (I)      | 3:1                   | CA Osasuna (I)      |
| 30. Januar 2020, 19:00 WEZ | FC Barcelona (I)       | 5:0                   | CD Leganés (I)      |
| 30. Januar 2020, 21:00 WEZ | CD Mirandés (II)       | 3:1                   | FC Sevilla (I)      |

## Viertelfinale
Die Auslosung für die Spiele des Viertelfinales fand am 31. Januar 2020 statt. Die Spiele wurden zwischen dem 4. und 6. Februar 2020 ausgetragen.
| Datum                      |                     | Ergebnis |                   |
| -------------------------- | ------------------- | -------- | ----------------- |
| 4. Februar 2020, 21:00 WEZ | FC Granada (I)      | 2:1      | FC Valencia (I)   |
| 5. Februar 2020, 21:00 WEZ | CD Mirandés (II)    | 4:2      | FC Villarreal (I) |
| 6. Februar 2020, 19:00 WEZ | Real Madrid (I)     | 3:4      | Real Sociedad (I) |
| 6. Februar 2020, 21:00 WEZ | Athletic Bilbao (I) | 1:0      | FC Barcelona (I)  |

## Halbfinale
Die Auslosung für die Spiele des Halbfinales fand am 7. Februar 2020 statt. Die Hinspiele wurden am 12. und 13. Februar, die Rückspiele am 4. und 5. März 2020 ausgetragen.
| Datum                                      |                     | Gesamt    |                  | Hinspiel | Rückspiel |
| ------------------------------------------ | ------------------- | --------- | ---------------- | -------- | --------- |
| 12. Februar und 5. März 2020, je 21:00 Uhr | Athletic Bilbao (I) | (a)2:2(a) | FC Granada (I)   | 1:0      | 1:2       |
| 13. Februar und 4. März 2020, je 21:00 Uhr | Real Sociedad (I)   | 3:1       | CD Mirandés (II) | 2:1      | 1:0       |

## Finale
| Real Sociedad                                                 | Real Sociedad | Athletic Bilbao | Athletic Bilbao | Aufstellung                                     |
| ------------------------------------------------------------- | --- | --- | --------------- | ----------------------------------------------- |
| Real Sociedad                                                 | \| 3. April 2021 um 21:30 Uhr (MESZ) in Sevilla (Olympiastadion) \| \| Ergebnis: 1:0 (0:0) \| \| Zuschauer: Unter Ausschluss der Öffentlichkeit \| \| Schiedsrichter: Xavier Estrada Fernández \| \| Spielbericht \|                                                                           | \| 3. April 2021 um 21:30 Uhr (MESZ) in Sevilla (Olympiastadion) \| \| Ergebnis: 1:0 (0:0) \| \| Zuschauer: Unter Ausschluss der Öffentlichkeit \| \| Schiedsrichter: Xavier Estrada Fernández \| \| Spielbericht \|                                            | Athletic Bilbao | Aufstellung Real Sociedad gegen Athletic Bilbao |
| Real Sociedad                                                 | Álex Remiro – Andoni Gorosabel (90.+3' Aritz Elustondo), Igor Zubeldia, Robin Le Normand, Nacho Monreal – David Silva (85. Ander Guevara), Martín Zubimendi, Mikel Merino – Portu (89. Carlos Fernández), Alexander Isak (89. Ander Barrenetxea), Mikel Oyarzabal Cheftrainer: Imanol Alguacil | Unai Simón – Óscar de Marcos, Yeray Álvarez, Iñigo Martínez, Yuri Berchiche (90.+3' Ander Capa) – Álex Berenguer (76. Mikel Vesga), Dani García (76. Asier Villalibre), Unai Vencedor, Iker Muniain – Iñaki Williams, Raúl García Cheftrainer: Marcelino García | Athletic Bilbao | Aufstellung Real Sociedad gegen Athletic Bilbao |
| Real Sociedad                                                 | 1:0 Mikel Oyarzabal (63., Foulelfmeter) | | Athletic Bilbao | Aufstellung Real Sociedad gegen Athletic Bilbao |
| Real Sociedad                                                 | Mikel Merino (71.) | Dani García (35.), Iñigo Martínez (62.) | Athletic Bilbao | Aufstellung Real Sociedad gegen Athletic Bilbao |
| Real Sociedad                                                 | Spieler des Spiels: Mikel Oyarzabal | | Athletic Bilbao | Aufstellung Real Sociedad gegen Athletic Bilbao |
| 3. April 2021 um 21:30 Uhr (MESZ) in Sevilla (Olympiastadion) | | |                 |                                                 |
| Ergebnis: 1:0 (0:0)                                           | | |                 |                                                 |
| Zuschauer: Unter Ausschluss der Öffentlichkeit                | | |                 |                                                 |
| Schiedsrichter: Xavier Estrada Fernández                      | | |                 |                                                 |
| Spielbericht                                                  | | |                 |                                                 |